# Oud Rozenburg
Oud Rozenburg (ook: Oud Rosenburg) is een achttiende-eeuwse buitenplaats en gelijknamig landgoed, gelegen in de Haagse wijk Waldeck. Tegenwoordig is Rosenburg tevens de naam van de buurt waarin het goed is gelegen. 

## Geschiedenis
De Haagse schepen Mr. Johan François van Byemont, die van 1781 tot 1783 burgemeester van de Hofstad zou zijn, was pachter van een hofstede genaamd Rosenburgh en enige bijbehorende landerijen, ongeveer 40 hectare groot. Het was gelegen even ten zuidwesten van Den Haag op een voormalig duinengebied tussen de Escamppolder en het veengebied Segbroek, wat toen nog grondgebied was van Loosduinen. Hij liet de hofstede afbreken en op 11 april 1775 legde zijn dochter Elisabeth de eerste steen voor de bouw van een buitenplaats, welke méér dan de oude hofstede de voorname status van haar bewoner zou moeten weergeven. Het nieuwe gebouw kreeg de naam “Oud Rozenburg”, wat zoveel betekent als “voorheen Rozenburg”. 
Na de familie Van Byemont werd de buitenplaats bewoond door leden van het regentengeslacht Hooft. De politicus Gerrit Hooft, van 1813-1817 burgemeester van Loosduinen en van 1843-1858 burgemeester van Den Haag, bracht zijn jeugdjaren door op Oud Rozenburg. Door vererving kwamen het landhuis en de landerijen aan een lid van het adellijk geslacht Quarles. In 1895 verkocht de laatste particuliere eigenaar, jonkheer Louis Pierre Quarles van Ufford (1853-1904), hoogheemraad van Delfland, de buitenplaats en het landgoed aan het Geneeskundig Gesticht voor Krankzinnigen, een voorloper van de huidige gebruiker, de Parnassia Groep. Het pand werd daarna gebruikt voor de huisvesting van patiënten en naar behoefte verbouwd. Op het terrein verrezen vele bijgebouwen en de inrichting van het landgoed werd dientengevolge zwaar aangetast. Na vele jaren verwaarlozing vond tussen 1993 en 1995 een volledige restauratie van Oud Rozenburg plaats, dat daardoor van de ondergang werd gered. In 2002 vond een renovatie plaats. Het gebouw wordt tegenwoordig gebruikt als kantoorruimte en het park eromheen is vrij toegankelijk.

### Tweede Wereldoorlog
In de nacht van 31 december 1942 op 1 januari 1943 vond in Oud Rozenburg de eerste deportatie in Nederland plaats van Joden vanuit een psychiatrisch ziekenhuis. Bij deze en volgende deportaties zijn honderden veelal Haagse Joodse patiënten afgevoerd richting concentratiekampen. Van de meesten is niet bekend wat hun lot is geworden, omdat gegevens daarover ontbreken, maar van enkelen staat vast dat zij zijn omgebracht in Auschwitz. In 2015 kondigde de voorzitter van de Raad van Bestuur van de Parnassia Groep aan dat er een herdenkingsplaquette voor de Joodse slachtoffers zal komen.

## Vernoeming
De Oud Rozenburglaan in Den Haag is vernoemd naar deze buitenplaats.

## Verwijzingen
1. ↑  Parnassia wil herdenkingsmonument voor Joodse patiënten, Corien Glaudemans, 28 maart 2015